# B・J・トーマス
B・J・トーマス（B. J. Thomas, 本名ビリー・ジョー・トーマス (Billy Joe Thomas),  1942年8月7日 - 2021年5月29日）は、アメリカ合衆国のポピュラー歌手。1960年代から1970年代にかけてチャート1位を獲得するヒットソングを発表したことで知られる。オクラホマ州ヒューゴー出身。

## 来歴
B・J・トーマスはオクラホマ州ヒューゴー出身でテキサス州ヒューストン周辺で育ち、同州ローゼンバーグのラマー統合高等学校（Lamar Consolidated High School）を卒業した。ソロ活動を開始する以前、トーマスは十代で教会の聖歌隊に参加しており、その後音楽グループ「ザ・トライアンフス」（The Triumphs）に参加していた。
1966年、B・J・トーマスとトライアンフスはアルバム『I'm So Lonesome I Could Cry』（ペースメーカー・レコードレーベル）をリリースした。このアルバムには、ハンク・ウィリアムズのヒット曲「泣きたいほどの淋しさだ」（I'm So Lonesome I Could Cry）のカバー版がフィーチャーされた。同年、トーマスは同名のソロ・アルバムもリリースした（セプター・レコードレーベル）。
1968年には、シングル曲「フックト・オン・ア・フィーリング」（Hooked on a Feeling）のリリースにより、再び音楽シーンでの成功を収める。この曲はエレクトリックシタール（エレクトリックギターの一種）の音がフィーチャーされているのが特徴で、アルバム『On My Way』からのシングル・カットであった。1969年の映画『明日に向って撃て!』の主題歌として、トーマスはバート・バカラック作曲・ハル・デイヴィッド作詞の楽曲「雨にぬれても」（Raindrops Keep Fallin' on My Head）を歌い、同曲は1970年1月にビルボード・ホット100チャート1位を記録した。この曲は同名のアルバムにも収録されている。このほかの1970年代のヒット曲としては、「君を信じたい」（Just Can't Help Believing, 1970年ビルボードチャート9位、後にエルヴィス・プレスリーによってカバー）、「ロックンロール・ララバイ」（Rock and Roll Lullaby）、「アウト・オブ・タウン」（Everybody is Out Of Town）、「歓びのハレルヤ」（Mighty Clouds of Joy）などがある。
1975年、トーマスはアルバム『Reunion』（ABCレコードレーベル）をリリースした。このアルバムに収録されていたのが、彼の2作品目のチャート1位を記録するヒットシングルとなる曲「心にひびく愛の歌」（(Hey Won't You Play) Another Somebody Done Somebody Wrong Song）である。トーマスはこの曲で1976年度のグラミー賞ベスト・カントリー・ソング部門（Grammy Award for Best Country Song）を受賞した。ABCレーベルにおいては彼はこのほかに「ソングス」（Songs）、「ドント・ウォーリー・ベイビー」（Don't Worry Baby, ザ・ビーチ・ボーイズのカバー）などの曲でチャート入りしている。
トーマスの1980年代の主要な楽曲には「Two Car Garage」「Whatever Happened to Old Fashioned Love」「New Looks from an Old Lover」などがある。そして彼は、『愉快なシーバー家』のテーマソング「As Long As We Got Each Other」（ジェニファー・ウォーンズとのデュエット）で新たなヒットを記録した。この曲は後にイギリスの歌手ダスティ・スプリングフィールドとのデュエットバージョンも収録され、『愉快なシーバー家』第4シーズンに用いられた。この曲の初リリースは、1985年のアルバム『Throwing Rocks At The Moon』（コロムビア・レコードレーベル）においてであった。

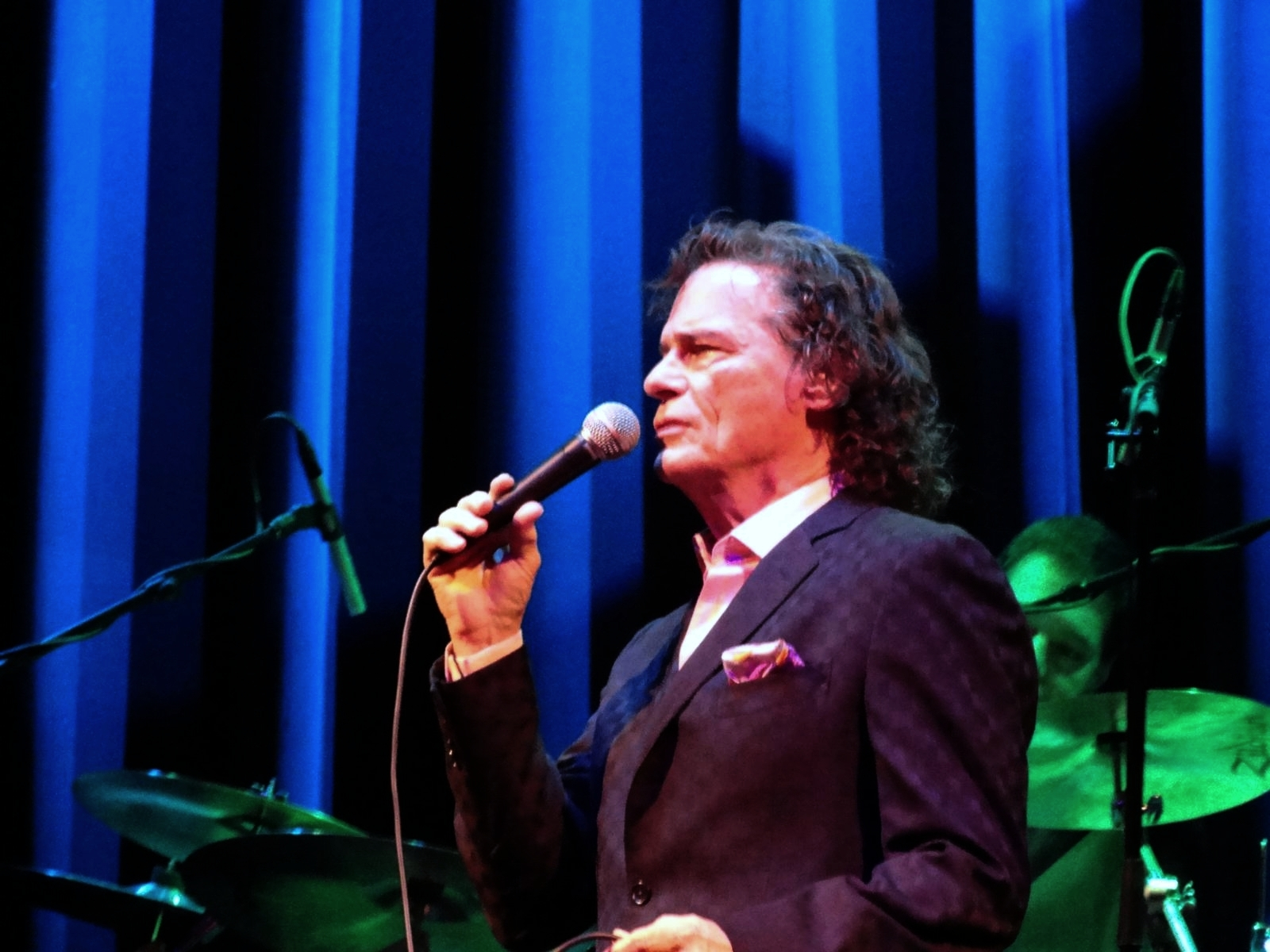
2012年12月のトーマス

トーマスは2冊の書籍を執筆しており、映画『ジョリー』（Jory）で主演を務めている。また、コカ・コーラ、ペプシなどいくつかの企業のCMジングルに、トーマスの声や音楽がフィーチャーされている。
近年では、トーマスはコンテンポラリー・クリスチャン・ミュージックの分野で新たなファンを獲得している。2002年、トーマスは1980年代末以来となるシングル「You Call That A Mountain」（同名のアルバムからのシングルカット）でチャート入りを果たした。2007年10月には、新曲のみで構成されたアルバム『Love To Burn』をリリースしている。
2021年3月23日、自身のFacebookでステージ4の肺癌であることを公表。5月29日、肺癌の合併症によりテキサス州アーリントンの自宅にて死去。78歳没。

## その他
ウェイン・カーソンとジョニー・クリストファーとマーク・ジェイムズの三者の共作により、日本では、前出のエルヴィス・プレスリーやウィリー・ネルソン、他にも、ペットショップ・ボーイズの代表的ヒット曲として知られる「オールウェイズ・オン・マイ・マインド」("Always on My Mind"）は、このB・J・トーマスが1970年に最初にレコーディングしたことで知られている。ただしB・J・トーマスは、同曲をシングルとしてリリースしなかった為、チャートに入ってはいない。